# 同心 (歌曲)
同心是治安警察局發行推出的一首粵語歌曲，由陸瀚龍作曲，由梁沛文及丘龍恩填詞，由「治安警好聲音」及「治安警少年團」演唱。於2020年7月9日透過網絡平台發表。

## 緣由
2019冠狀病毒病於全球肆虐，而澳門亦未能倖免，然而疫情迅速受控，這有賴於特區政府、全澳市民和社會各界的團結和參與，治安警察局送給大家一首歌曲《同心》希望以歌聲代替掌聲，向一眾同心協力戰勝這場疫情的無名戰士致敬，以答謝他們為澳門所付出的一切，並鼓勵澳人以正能量面對所有逆境。

## 外部連結
- YouTube上的《同心》歌曲